# Sculptifrontia arcuata
Sculptifrontia arcuata là một loài bướm đêm trong họ Noctuidae.